# Razzie Award för sämsta kvinnliga biroll
Nedan följer en lista över vinnare och nominerade av en Razzie Award för Sämsta kvinnliga biroll, (Golden Raspberry Award for Worst Supporting Actress), och priset har delats ut i den här kategorin sedan den allra första galan.
Vinnare presenteras överst i fetstil och gul färg. Året avser det år som personerna vann för, varpå de vann på galan året därpå.

## 1980-talet
| År                   | Skådespelerska                        | Film                                         | Roll                     |
| 1980 (1:a)           |                                       |                                              |                          |
| -------------------- | ------------------------------------- | -------------------------------------------- | ------------------------ |
| 1980 (1:a)           | Amy Irving                            | Honeysuckle Rose                             | Lily Ramsey              |
| 1980 (1:a)           | Elizabeth Ashley                      | Windows                                      | Andrea Glassen           |
| 1980 (1:a)           | Georg Stanford Brown                  | Dårfinkarna                                  | Rory Schultebrand (Drag) |
| 1980 (1:a)           | Betsy Palmer                          | Fredagen den 13:e                            | Pamela Voorhees          |
| 1980 (1:a)           | Marilyn Sokol                         | Can't Stop the Music                         | Lulu Brecht              |
| 1981 (2:a)           |                                       |                                              |                          |
| Diana Scarwid        | Mommie Dearest                        | Christina Crawford                           |                          |
| Rutanya Alda         | Mommie Dearest                        | Carol Ann                                    |                          |
| Farrah Fawcett       | Mitt i plåten!                        | Pamela Glover                                |                          |
| Mara Hobel           | Mommie Dearest                        | Christina Crawford (Som ung)                 |                          |
| Shirley Knight       | Endless Love                          | Ann Butterfield                              |                          |
| 1982 (3:e)           |                                       |                                              |                          |
| Aileen Quinn         | Annie                                 | Annie                                        |                          |
| Rutanya Alda         | Amityville II: The Possession         | Dolores Montelli                             |                          |
| Colleen Camp         | The Seduction                         | Robin                                        |                          |
| Dyan Cannon          | Dödsfällan                            | Myra Bruhl                                   |                          |
| Lois Nettleton       | Butterfly                             | Belle Morgan                                 |                          |
| 1983 (4:e)           |                                       |                                              |                          |
| Sybil Danning        | Chained Heat / Hercules               | Ericka/Ariadne                               |                          |
| Bibi Besch           | The Lonely Lady                       | Veronica Randall                             |                          |
| Finola Hughes        | Staying Alive                         | Laura                                        |                          |
| Amy Irving           | Yentl                                 | Hadass (Även Oscarsnominerad för samma roll) |                          |
| Diana Scarwid        | Strange Invaders                      | Margaret Newman                              |                          |
| 1984 (5:e)           |                                       |                                              |                          |
| Lynn-Holly Johnson   | Where the Boys Are '84                | Laurie                                       |                          |
| Susan Anton          | Cannonball Run II                     | Jill Rivers                                  |                          |
| Olivia d'Abo         | Bolero / Conan förgöraren             | Paloma/Prinsessan Jehnna                     |                          |
| Marilu Henner        | Cannonball Run II                     | Betty                                        |                          |
| Diane Lane           | The Cotton Club / Streets of Fire     | Vera Cicero/Ellen Aim                        |                          |
| 1985 (6:e)           |                                       |                                              |                          |
| Brigitte Nielsen     | Rocky IV                              | Ludmilla Drago                               |                          |
| Sandahl Bergman      | Barbarernas hämnd                     | Drottning Gedren av Berkubane                |                          |
| Marilu Henner        | Perfect / Rustlers' Rhapsody          | Sally/Tracy                                  |                          |
| Julia Nickson-Soul   | Rambo – First Blood II                | Co-Bao                                       |                          |
| Talia Shire          | Rocky IV                              | Adrian Pennino Balboa                        |                          |
| 1986 (7:e)           |                                       |                                              |                          |
| Dom DeLuise          | Haunted Honeymoon                     | Aunt Kate Abbot (Drag)                       |                          |
| Louise Fletcher      | Invaders from Mars                    | Mrs. McKeltch                                |                          |
| Zelda Rubinstein     | Poltergeist II - Den andra sidan      | Tangina Barrons                              |                          |
| Beatrice Straight    | Power                                 | Claire Hastings                              |                          |
| Kristin Scott Thomas | Under the Cherry Moon                 | Mary Sharon                                  |                          |
| 1987 (8:e)           |                                       |                                              |                          |
| Daryl Hannah         | Wall Street                           | Darien Taylor                                |                          |
| Gloria Foster        | Leonard Part 6                        | Medusa Johnson                               |                          |
| Mariel Hemingway     | Stålmannen i kamp för freden          | Lacy Warfield                                |                          |
| Grace Jones          | Siesta                                | Conchita                                     |                          |
| Isabella Rossellini  | Siesta / Tough Guys Don't Dance       | Marie/Madeleine Regency                      |                          |
| 1988 (9:e)           |                                       |                                              |                          |
| Kristy McNichol      | Two Moon Junction                     | Patti Jean                                   |                          |
| Eileen Brennan       | Pippi Långstrump – starkast i världen | Miss Bannister                               |                          |
| Daryl Hannah         | High Spirits                          | Mary Plunkett Brogan                         |                          |
| Mariel Hemingway     | Sunset                                | Cheryl King                                  |                          |
| Zelda Rubinstein     | Poltergeist III                       | Tangina Barrons                              |                          |
| 1989 (10:e)          |                                       |                                              |                          |
| Brooke Shields       | Cannonball Speed Zone                 | Sig själv                                    |                          |
| Angelyne             | Kroppskontakt av värsta graden        | Sig själv                                    |                          |
| Anne Bancroft        | Bert Rigby, You're a Fool             | Meredith Perlestein                          |                          |
| Madonna              | Spårhundar på Broadway                | Hortense Hathaway                            |                          |
| Kurt Russell         | Tango & Cash                          | Gabriel "Gabe" Cash (Drag)                   |                          |

## 1990-talet
| År                        | Skådespelerska                                           | Film(er)                                   | Roll(er)              |
| 1990 (11:e)               |                                                          |                                            |                       |
| ------------------------- | -------------------------------------------------------- | ------------------------------------------ | --------------------- |
| 1990 (11:e)               | Sofia Coppola                                            | Gudfadern del III                          | Mary Corleone         |
| 1990 (11:e)               | Roseanne Barr                                            | Titta hon snackar också!                   | Julie Ubriacco (Röst) |
| 1990 (11:e)               | Kim Cattrall                                             | Fåfängans fyrverkeri                       | Judy McCoy            |
| 1990 (11:e)               | Julie Newmar                                             | En gång till älskling                      | Angel                 |
| 1990 (11:e)               | Ally Sheedy                                              | Betsy's Wedding                            | Connie Hopper         |
| 1991 (12:e)               |                                                          |                                            |                       |
| Sean Young                | En kyss före döden                                       | Dorothy Carlsson                           |                       |
| Sandra Bernhard           | Höken är lös                                             | Minerva Mayflower                          |                       |
| John Candy                | Nothing but Trouble                                      | Eldona (Drag)                              |                       |
| Julia Roberts             | Hook                                                     | Tinkerbell                                 |                       |
| Marisa Tomei              | Oscar                                                    | Lisa Provolone                             |                       |
| 1992 (13:e)               |                                                          |                                            |                       |
| Estelle Getty             | Stopp! Annars skjuter morsan skarpt                      | Tutti Bomowski                             |                       |
| Ann-Margret               | Newsies                                                  | Medda Larkson                              |                       |
| Tracy Pollan              | A Stranger Among Us                                      | Mara                                       |                       |
| Jeanne Tripplehorn        | Basic Instinct - iskallt begär                           | Dr. Beth Garner                            |                       |
| Sean Young                | Once Upon a Crime                                        | Phoebe                                     |                       |
| 1993 (14:e)               |                                                          |                                            |                       |
| Faye Dunaway              | The Temp                                                 | Charlene Towne                             |                       |
| Anne Archer               | Body of Evidence                                         | Joanne Braslow                             |                       |
| Sandra Bullock            | Demolition Man                                           | Lt. Lenina Huxley                          |                       |
| Colleen Camp              | Sliver                                                   | Judy Marks                                 |                       |
| Janine Turner             | Cliffhanger                                              | Jessie Deighan                             |                       |
| 1994 (15:e)               |                                                          |                                            |                       |
| Rosie O'Donnell           | Galna snutar i New York / Exit to Eden / Familjen Flinta | Lucille Toody/Sheila Kingston/Betty Granit |                       |
| Kathy Bates               | Snacka om rackartyg                                      | Alaskan Mom                                |                       |
| Elizabeth Taylor          | Familjen Flinta                                          | Pearl Slaghoople                           |                       |
| Lesley Ann Warren         | Color of Night                                           | Sondra Dorio                               |                       |
| Sean Young                | Even Cowgirls Get the Blues                              | Marie Barth                                |                       |
| 1995 (16:e)               |                                                          |                                            |                       |
| Madonna                   | Four Rooms                                               | Elspeth                                    |                       |
| Amy den pratande gorillan | Congo                                                    |                                            |                       |
| Bo Derek                  | Tommy Boy                                                | Beverly Barish                             |                       |
| Gina Gershon              | Showgirls                                                | Cristal Connors                            |                       |
| Lin Tucci                 | Showgirls                                                | Henrietta Bazoom                           |                       |
| 1996 (17:e)               |                                                          |                                            |                       |
| Melanie Griffith          | Mulholland Falls                                         | Katherine Hoover                           |                       |
| Faye Dunaway              | The Chamber / Dunston Checks In                          | Lee Cayhall Bowen/Mrs. Dubrow              |                       |
| Jami Gertz                | Twister                                                  | Melissa Reeves                             |                       |
| Daryl Hannah              | Two Much                                                 | Liz Kerner                                 |                       |
| Teri Hatcher              | Heaven's Prisoners / 2 Days in the Valley                | Claudette Rocque/Becky Foxx                |                       |
| 1997 (18:e)               |                                                          |                                            |                       |
| Alicia Silverstone        | Batman & Robin                                           | Barbara Wilson / Batgirl                   |                       |
| Faye Dunaway              | Albino Alligator                                         | Janet Boudreaux                            |                       |
| Milla Jovovich            | Det femte elementet                                      | Leeloo                                     |                       |
| Julia Louis-Dreyfus       | Två pappor för mycket                                    | Carrie Lawrence                            |                       |
| Uma Thurman               | Batman & Robin                                           | Pamela Isley / Poison Ivy                  |                       |
| 1998 (19:e)               |                                                          |                                            |                       |
| Maria Pitillo             | Godzilla                                                 | Audrey Timmonds                            |                       |
| Ellen Albertini Dow       | Studio 54                                                | Disco Dottie                               |                       |
| Jenny McCarthy            | BASEketball                                              | Yvette Denslow                             |                       |
| Liv Tyler                 | Armageddon                                               | Grace Stamper                              |                       |
| Raquel Welch              | Chairman of the Board                                    | Grace Kosik                                |                       |
| 1999 (20:e)               |                                                          |                                            |                       |
| Denise Richards           | Världen räcker inte till                                 | Dr. Christmas Jones                        |                       |
| Sofia Coppola             | Star Wars: Episod I – Det mörka hotet                    | Saché                                      |                       |
| Salma Hayek               | Dogma / Wild Wild West                                   | Serendipity/Rita Escobar                   |                       |
| Kevin Kline               | Wild Wild West                                           | (Som en prostituerad)                      |                       |
| Juliette Lewis            | Den första kärleken                                      | Carla Tate                                 |                       |

## 2000-talet
| År                  | Skådespelerska                                             | Film(er)                                | Roll(er)          |
| 2000 (21:a)         |                                                            |                                         |                   |
| ------------------- | ---------------------------------------------------------- | --------------------------------------- | ----------------- |
| 2000 (21:a)         | Kelly Preston                                              | Battlefield Earth                       | Chirk             |
| 2000 (21:a)         | Patricia Arquette                                          | Little Nicky                            | Valerie Veran     |
| 2000 (21:a)         | Joan Collins                                               | Familjen Flinta i Viva Rock Vegas       | Pearl Slaghoople  |
| 2000 (21:a)         | Thandie Newton                                             | Mission: Impossible II                  | Nyah Nordoff-Hall |
| 2000 (21:a)         | Rene Russo                                                 | Rocky och Bullwinkle på äventyr         | Natasha Fatale    |
| 2001 (22:a)         |                                                            |                                         |                   |
| Estella Warren      | Driven / Apornas planet                                    | Sophia Simone/Daena                     |                   |
| Drew Barrymore      | Freddy Got Fingered                                        | Davidsons receptionist                  |                   |
| Courteney Cox       | 3000 Miles to Graceland                                    | Cybil Waingrow                          |                   |
| Julie Hagerty       | Freddy Got Fingered                                        | Julie Brody                             |                   |
| Goldie Hawn         | Town & Country                                             | Mona Morris                             |                   |
| 2002 (23:e)         |                                                            |                                         |                   |
| Madonna             | Die Another Day                                            | Verity                                  |                   |
| Lara Flynn Boyle    | Men in Black II                                            | Serleena                                |                   |
| Bo Derek            | The Master of Disguise                                     | Sig själv                               |                   |
| Natalie Portman     | Star Wars: Episod II – Klonerna anfaller                   | Padmé Amidala                           |                   |
| Rebecca Romijn      | Rollerball                                                 | Aurora                                  |                   |
| 2003 (24:e)         |                                                            |                                         |                   |
| Demi Moore          | Charlies änglar - Utan hämningar                           | Madison Lee                             |                   |
| Lainie Kazan        | Gigli                                                      | Mrs. Gigli                              |                   |
| Brittany Murphy     | Smekmånaden                                                | Sarah Leezak                            |                   |
| Kelly Preston       | Katten                                                     | Joan Walden                             |                   |
| Tara Reid           | My Boss's Daughter                                         | Lisa Taylor                             |                   |
| 2004 (25:e)         |                                                            |                                         |                   |
| Britney Spears      | Fahrenheit 9/11                                            | Sig själv                               |                   |
| Carmen Electra      | Starsky & Hutch                                            | Stacey Haack                            |                   |
| Jennifer Lopez      | Jersey Girl                                                | Gertrude Steiney                        |                   |
| Condoleezza Rice    | Fahrenheit 9/11                                            | Sig själv                               |                   |
| Sharon Stone        | Catwoman                                                   | Laurel Hedare                           |                   |
| 2005 (26:e)         |                                                            |                                         |                   |
| Paris Hilton        | House of Wax                                               | Paige Edwards                           |                   |
| Carmen Electra      | Dirty Love                                                 | Michelle Lopez                          |                   |
| Katie Holmes        | Batman Begins                                              | Rachel Dawes                            |                   |
| Ashlee Simpson      | Undiscovered                                               | Clea                                    |                   |
| Jessica Simpson     | The Dukes of Hazzard                                       | Daisy Duke                              |                   |
| 2006 (27:e)         |                                                            |                                         |                   |
| Carmen Electra      | Date Movie / Scary Movie 4                                 | Anne/Holly                              |                   |
| Kate Bosworth       | Superman Returns                                           | Lois Lane                               |                   |
| Kristin Chenoweth   | En lysande jul / Rosa pantern / Familj på väg              | Tia Hall/Cherie/Mary Jo Gornicke        |                   |
| Jenny McCarthy      | John Tucker Must Die                                       | Lori Spencer                            |                   |
| Michelle Rodriguez  | Blood Rayne                                                | Katarin                                 |                   |
| 2007 (28:e)         |                                                            |                                         |                   |
| Eddie Murphy        | Norbit                                                     | Rasputia (Drag)                         |                   |
| Jessica Biel        | Härmed förklarar jag er Chuck och Larry / Next             | Alex McDonough/Liz Cooper               |                   |
| Carmen Electra      | Epic Movie                                                 | Mystique                                |                   |
| Julia Ormond        | I Know Who Killed Me                                       | Susan Fleming                           |                   |
| Nicollette Sheridan | Code Name: The Cleaner                                     | Diane                                   |                   |
| 2008 (29:e)         |                                                            |                                         |                   |
| Paris Hilton        | Repo! The Genetic Opera                                    | Amber Sweet                             |                   |
| Carmen Electra      | Disaster Movie / Meet the Spartans                         | Den vackra lönnmördaren/Queen Margo     |                   |
| Kim Kardashian      | Disaster Movie                                             | Lisa Taylor                             |                   |
| Jenny McCarthy      | Witless Protection                                         | Connie                                  |                   |
| Leelee Sobieski     | 88 Minutes / In the Name of the King: A Dungeon Siege Tale | Lauren Douglas (Lydia Doherty)/Muriella |                   |
| 2009 (30:e)         |                                                            |                                         |                   |
| Sienna Miller       | G.I. Joe: The Rise of Cobra                                | Baronessan                              |                   |
| Candice Bergen      | Bröllopsduellen                                            | Marion St. Claire                       |                   |
| Ali Larter          | Obsessed                                                   | Lisa Sheridan                           |                   |
| Kelly Preston       | Old Dogs                                                   | Vicki Greer                             |                   |
| Julie White         | Transformers: De besegrades hämnd                          | Judy Witwicky                           |                   |

## 2010-talet
| År                                                | Skådespelerska                                              | Film                                                              | Roll                                                      |
| 2010 (31:a)                                       |                                                             |                                                                   |                                                           |
| ------------------------------------------------- | ----------------------------------------------------------- | ----------------------------------------------------------------- | --------------------------------------------------------- |
| 2010 (31:a)                                       | Jessica Alba                                                | The Killer Inside Me / Little Fockers / Machete / Valentine's Day | Joyce Lakeland/Andi Garcia/Sartana Rivera/Morley Clarkson |
| 2010 (31:a)                                       | Cher                                                        | Burlesque                                                         | Tess                                                      |
| 2010 (31:a)                                       | Liza Minnelli                                               | Sex and the City 2                                                | Sig själv                                                 |
| 2010 (31:a)                                       | Nicola Peltz                                                | The Last Airbender                                                | Katara                                                    |
| 2010 (31:a)                                       | Barbra Streisand                                            | Little Fockers                                                    | Roz Focker                                                |
| 2011 (32:a)                                       |                                                             |                                                                   |                                                           |
| David Spade                                       | Jack and Jill                                               | Monica (Drag)                                                     |                                                           |
| Katie Holmes                                      | Jack and Jill                                               | Erin Sadelstein                                                   |                                                           |
| "Underklädesmodellen" (Rosie Huntington-Whiteley) | Transformers: Dark of the Moon                              | Carly Spencer                                                     |                                                           |
| Brandon T. Jackson                                | Big Mommas: Sådan far, sådan son                            | Charmaine (Drag)                                                  |                                                           |
| Nicole Kidman                                     | Just Go with It                                             | Devlin Adams                                                      |                                                           |
| 2012 (33:e)                                       |                                                             |                                                                   |                                                           |
| Rihanna                                           | Battleship                                                  | Cora Raikes                                                       |                                                           |
| Jessica Biel                                      | Playing for Keeps / Total Recall                            | Stacie Dryer/Melina                                               |                                                           |
| Brooklyn Decker                                   | Battleship / What to Expect When You're Expecting           | Samantha Shane/Skyler Cooper                                      |                                                           |
| Ashley Greene                                     | The Twilight Saga: Breaking Dawn - Part 2                   | Alice Cullen                                                      |                                                           |
| Jennifer Lopez                                    | What to Expect When You're Expecting                        | Holly                                                             |                                                           |
| 2013 (34:e)                                       |                                                             |                                                                   |                                                           |
| Kim Kardashian                                    | Temptation: Confessions of a Marriage Counselor             | Ava                                                               |                                                           |
| Salma Hayek                                       | Grown Ups 2                                                 | Roxanne Feder                                                     |                                                           |
| Katherine Heigl                                   | The Big Wedding                                             | Lyla Griffin                                                      |                                                           |
| Lady Gaga                                         | Machete Kills                                               | El Chameleons tredje ansikte                                      |                                                           |
| Lindsay Lohan                                     | InAPPropriate Comedy / Scary Movie 5                        | Sig själv/Sig själv                                               |                                                           |
| 2014 (35:e)                                       |                                                             |                                                                   |                                                           |
| Megan Fox                                         | Teenage Mutant Ninja Turtles                                | April O'Neil                                                      |                                                           |
| Cameron Diaz                                      | Annie                                                       | Miss Colleen Hannigan                                             |                                                           |
| Nicola Peltz                                      | Transformers: Age of Extinction                             | Tessa Yeager                                                      |                                                           |
| Bridgette Cameron Ridenour                        | Saving Christmas                                            | Kirks syster                                                      |                                                           |
| Susan Sarandon                                    | Tammy                                                       | Pearl Balzen                                                      |                                                           |
| 2015 (36:e)                                       |                                                             |                                                                   |                                                           |
| Kaley Cuoco                                       | Alvin and the Chipmunks: The Road Chip / The Wedding Ringer | Eleanor/Gretchen Palmer                                           |                                                           |
| Rooney Mara                                       | Pan                                                         | Tiger Lily                                                        |                                                           |
| Michelle Monaghan                                 | Pixels                                                      | Violet van Patten                                                 |                                                           |
| Julianne Moore                                    | Seventh Son                                                 | Moder Malkin                                                      |                                                           |
| Amanda Seyfried                                   | Love the Coopers / Pan                                      | Ruby/Mary                                                         |                                                           |
| 2016 (37:e)                                       |                                                             |                                                                   |                                                           |
| Kristen Wiig                                      | Zoolander 2                                                 | Alexanya Atoz                                                     |                                                           |
| Julianne Hough                                    | Dirty Grandpa                                               | Meredith Goldstein                                                |                                                           |
| Kate Hudson                                       | Mother's Day                                                | Jesse                                                             |                                                           |
| Aubrey Plaza                                      | Dirty Grandpa                                               | Lenore                                                            |                                                           |
| Jane Seymour                                      | Fifty Shades of Black                                       | Claire Black                                                      |                                                           |
| Sela Ward                                         | Independence Day: Återkomsten                               | President Elizabeth Lanford                                       |                                                           |
| 2017 (38:e)                                       |                                                             |                                                                   |                                                           |
| Kim Basinger                                      | Fifty Shades Darker                                         | Elena Lincoln                                                     |                                                           |
| Sofia Boutella                                    | The Mummy                                                   | Ahmanet                                                           |                                                           |
| Laura Haddock                                     | Transformers: The Last Knight                               | Viviane Wembly                                                    |                                                           |
| Goldie Hawn                                       | Snatched                                                    | Linda Middleton                                                   |                                                           |
| Susan Sarandon                                    | A Bad Moms Christmas                                        | Isis Dunkler                                                      |                                                           |

## Flerfaldiga vinster
2 vinster
- Paris Hilton
- Madonna

## Flerfaldiga nomineringar
| 5 nomineringar - Carmen Electra 3 nomineringar - Faye Dunaway - Daryl Hannah - Madonna - Jenny McCarthy - Kelly Preston - Sean Young | 2 nomineringar - Rutanya Alda - Jessica Biel - Colleen Camp - Sofia Coppola - Bo Derek - Salma Hayek - Mariel Hemingway - Marilu Henner - Paris Hilton - Katie Holmes - Amy Irving - Kim Kardashian - Jennifer Lopez - Nicola Peltz - Zelda Rubinstein - Diana Scarwid |